# Gihogazi
Gihogazi è un comune del Burundi situato nella provincia di Karuzi con 67.627 abitanti (censimento 2008).

## Geografia antropica

### Suddivisioni amministrative
Il comune è suddiviso in 21 colline.